# Liping

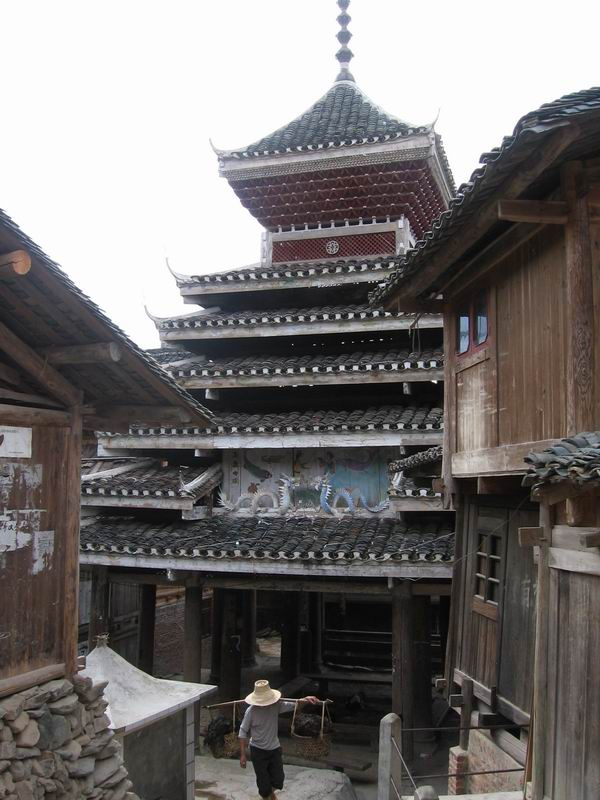
Trommelturm der Dong in Zhaoxing

Liping (chinesisch 黎平县, Pinyin Lípíng Xiàn) ist ein chinesischer Kreis des Autonomen Bezirks Qiandongnan der Miao und Dong im Südosten der Provinz Guizhou. Er hat eine Fläche von 4.411 km² und zählt 394.700 Einwohner (Stand: Ende 2018). Sein Hauptort ist die Großgemeinde Defeng (德凤镇).
Die "Wind- und Regenbrücke" im Dorf Diping (Diping fengyu qiao 地坪风雨桥) und die Stätte der Liping-Konferenz (Liping huiyi huizhi 黎平会议会址) im Dezember 1934 stehen seit 2001 bzw. 2006 auf der Liste der Denkmäler der Volksrepublik China. Im Juli 2004 wurde die 121-jährige Brücke bei Überflutungen zerstört.

## Administrative Gliederung
- Großgemeinde Defeng 德凤镇
- Großgemeinde Gaotun 高屯镇
- Großgemeinde Zhongchao 中潮镇
- Großgemeinde Mengyan 孟彦镇
- Großgemeinde Aoshi 敖市镇
- Großgemeinde Shuikou 水口镇
- Großgemeinde Hongzhou 洪州镇
- Großgemeinde Shangzhong 尚重镇
- Gemeinde Yongcong 永从乡
- Gemeinde Shunhua der Yi 顺化瑶族乡
- Gemeinde Luoli 罗里乡
- Gemeinde Maogong 茅贡乡
- Gemeinde Jiuchao 九潮乡
- Gemeinde Bazhai 坝寨乡
- Gemeinde Yandong 岩洞乡
- Gemeinde Koujiang 口江乡
- Gemeinde Shuangjiang 双江乡
- Gemeinde Leidong der Yao und Sui 雷洞瑶族水族乡
- Gemeinde Zhaoxing 肇兴乡
- Gemeinde Long’e 龙额乡
- Gemeinde Diping 地坪乡
- Gemeinde Deshun 德顺乡
- Gemeinde Dajia 大稼乡
- Gemeinde Dehua 德化乡
- Gemeinde Pingzhai 平寨乡